# Lil Bub
Lil Bub, tên chính thức là Lil BUB, là một chú mèo nổi tiếng ở Mỹ được biết đến với ngoại hình độc đáo. Lil Bub là con đầu tiên thuộc lứa đẻ của mèo mẹ nó.
Chủ sở hữu của Lil, Mike Bridavsky, đã nhận nuôi cô khi bạn bè của ông gọi để yêu cầu ông tìm cho con mèo cái nhỏ một ngôi nhà. Những bức ảnh của Lil lần đầu tiên được đăng lên Tumblr vào tháng 11 năm 2011, sau đó được chụp sau khi được đăng trên trang web tin tức xã hội Reddit. "Lil Bub" trên Facebook có hơn hai triệu lượt thích. Lil Bub đóng vai chính trong Lil Bub & Friendz, một bộ phim tài liệu được công chiếu tại Liên hoan phim Tribeca vào ngày 18 tháng 4 năm 2013 đã giành giải Phim truyện hay nhất của Liên hoan trực tuyến Tribeca.

## Lý lịch
Lil Bub là con mèo con yếu ớt trong lứa đẻ của mẹ nó, một con mèo hoang. Nó được sinh ra với một số đột biến gen, phải bú bình và gặp khó khăn khi được nhận nuôi. Lil Bub có một dạng lùn cực đoan khiến chân tay của nó khá nhỏ so với phần còn lại của cơ thể. Khi Bridavsky lần đầu tiên bế con mèo bé nhỏ lên, ông nói "Này, Bub!" Lưỡi nó luôn lè ra vì hàm dưới ngắn và không có răng, nhưng sự thèm ăn của nó không bị ảnh hưởng.
Lil Bub cũng bị rối loạn xương, loãng xương, do đó nó được dùng thuốc. Vào cuối năm 2012, trong quá trình quay Lil Bub & Friendz, Linl đã có một giai đoạn sức khỏe nghiêm trọng và được chẩn đoán mắc bệnh loãng xương bởi một chuyên gia ở Indianapolis. Đôi chân ngắn và loãng xương của Lil Bub hạn chế chuyển động, tuy nhiên Lil lại là "một người đi rừng tuyệt vời." Rung động từ du lịch cũng phá vỡ các nguyên bào xương. Nó đã được ghi nhận lại việc chạy tại Nhà sách Strand sau khi ký tặng sách.
Một nhóm các nhà khoa học đã phát động một chiến dịch trên trang web Experiment.com để giải trình tự bộ gen của Lil Bub. Mục đích của dự án này là để hiểu rõ hơn về ngoại hình độc đáo của Lil Bub (ví dụ: các chữ ngón chân thừa của nó). Chiến dịch đã đạt được mục tiêu tài trợ vào ngày 25 tháng 5 năm 2015.
Bridavsky bán nhiều loại hàng hóa, như đồ chơi Lil Bub sang trọng, cốc cà phê và túi. Ông quyên góp phần lớn lợi nhuận cho các nhóm giải cứu động vật.